# Dan McGrath
Dan McGrath est un scénariste de télévision américain, qui a écrit pour Mission Hill, Saturday Night Live, Les Simpson, Les Rois du Texas et Les Stubbs.
Il est crédité pour avoir écrit (ou coécrit) le scénario de plusieurs épisodes des Simpson :
- Simpson Horror Show IV
- Scout un jour, scout toujours
- Simpson Horror Show V
- Bart des ténèbres